# Gheorghe Cornea
Gheorghe Cornea (n. 7 iulie 1967 în Târgu-Jiu) este un fost fotbalist român care a evoluat pe postul de atacant. După 24 de ani în care a fost fotbalist, Cornea și-a luat licența de antrenor, el profesând deja în zona arabă si la câteva formații din Liga a III-a româneasca.

## Activitate
- Strungul Arad (1990-1991)
- UTA Arad (1991-1992)
- Oțelul Galați (1992-1997)
- Gloria Bistrița (1997-1998)
- FC Brașov (1997-1998)
- MAS Fez (1998-2001)
- Hassania Agadir (2001-2003)
- KF Lushnja (2003-2004)
- UTA Arad (2003-2004)
- CS Deva (2003-2004)
- Aurul Brad (2013)[1]